# ハインツ・レーグナー
ハインツ・レーグナー（Heinz Rögner、1929年1月16日 - 2001年12月10日）は、ドイツの指揮者である。

## 略歴
1929年、ライプツィヒに生まれた。ライプツィヒ音楽大学に進み、ピアノとヴァイオリンを学んだ。卒業後、ヴァイマル国立歌劇場の第二指揮者に就任し、ライプツィヒ・ゲヴァントハウス管弦楽団、シュターツカペレ・ドレスデンなどに客演した。ドイツ再統一以前には東ドイツで活動し、1958年、ライプツィヒ放送交響楽団の首席指揮者、1962年、ベルリン国立歌劇場の常任指揮者、1973年、ベルリン放送交響楽団の首席指揮者にそれぞれ就任した。1983年4月から1992年3月には読売日本交響楽団の第5代常任指揮者を務めた。
緻密な音楽作りで知られ、人材不足気味のドイツ期待の星として大きく喧伝された時期もあったが、晩年は、愛妻を亡くしたことで精彩を欠いていた。2001年、ライプツィヒで没した。